# 森下舞桜
森下 舞桜（もりした まお）は、日本の地下アイドル。仮面女子、アリス十番、Prismのメンバー。メンバーカラーは赤色。長野県安曇野市出身。アリスプロジェクト所属。
仮面女子・アリス十番のセンター 足のサイズ24cm

## 人物
- 愛称はまおぴ。
- 一人称は「私」であるが稀にSNSなどで「ぴたん」や「ぴ」を使うこともある。[2][3]
- 中学校時代は毎週末長野から東京へ通いながら活動していた。
- 仮面女子の47都道府県を回る全国ツアーを目標にしている[4]。
- イースターガールズの橘真琴が加入するまで仮面女子最年少メンバーだった。
- 2019年のアリスプロジェクトMVPに選出されている[5]。

### 赤仮面
仮面女子センターの証である「赤仮面」は立花あんながその誕生から守り続けて来たが、立花が2018年11月25日に仮面女子を卒業することが決まった。
後任のセンターの任命は立花に託され、卒業式前日、仮面女子メンバー全員のミーティングで森下を指名した。
その理由については、森下の「毎日ライブがしたい」という言葉に自身の「絶対にステージを空けない」という思いを重ねたことを挙げている。
12月3日2部公演にて、新生仮面女子と共に2代目赤仮面が初披露された。

## 経歴
2015年2月28日、アリスプロジェクトへ入所、AJとしての活動を始める。
2015年7月28日、仮面女子研究生ユニットスライムガールズとしてステージデビュー。
2016年1月17日、森下によく似たポインセチアが3代目ポイサン委員会としてデビュー。
2016年3月5日、スライムガールズを卒業、仮面女子候補生ユニットOZへ加入、グリンダ担当となる。
2016年12月23日、グリンダ担当からドロシー担当になる。
2017年4月1日 - 5月7日、大つけ麺博を盛り上げるために結成されるトッピング☆ガールズFTTBのメンバーとして活動。
2017年7月20日、長野県のケーブルテレビ局 エルシーブイにて森下を主演とする候補生時代のドキュメンタリー番組が放送される。後にアイドルの爪痕でもリメイク版が配信されている。
2018年1月20日、OZを卒業。スチームガールズへ加入。
2018年8月13日、Prismへ加入。
2018年11月24日、卒業を翌日に控えた初代赤仮面の立花あんなより、次期仮面女子センター・赤仮面の指名を受ける。
2018年12月3日、2部公演にて赤仮面就任。
2018年12月17日、スチームガールズを卒業。アリス十番へ加入。
2019年2月25日、無限女子Forwardデビュー。
2020年11月27日、涼邑芹、木下友里、森下による新ユニットkiraboshiがデビュー。
2021年2月26日、kiraboshiの結成からデビューまでを追ったドキュメンタリー映画「今は、進め。」が劇場公開される。
2021年2月24日、TV番組「スポットライト〜夢見るアイドルリアリティーショー〜」により誕生した新ユニット「カランコエ」がオンラインライブでデビュー。
2023月11月17日、ヤングガンガン2023年 No.23の巻末にて人生初グラビア＆初水着を掲載。

## ユニット活動
- スライムガールズ（2015年7月28日 - 2016年3月4日）
- ポイサン委員会 担当：ポインセチア（2016年1月17日 - ）
- 仮面女子候補生（2016年3月5日 - 2018年1月20日）
- OZ 担当：グリンダ（2016年3月5日 - 12月22日）担当：ドロシー（2016年12月23日 - 2018年1月20日）
- トッピング☆ガールズFTTB（2017年4月1日 - 5月7日）
- スチームガールズ 担当カラー：青（2018年1月20日 - 2018年12月17日）
- 仮面女子（2018年2月15日 - ）
- Prism 担当カラー：赤（2018年8月13日 - ）
- 無限女子Forward（2019年2月25日 - ）
- アリス十番 担当カラー：赤（2018年12月17日）
- 七代目トッピングガールズ（2020年）
- kiraboshi（2020年11月27日 - ）
- カランコエ（2021年2月24日 - 2022年4月30日）
- まおせり（2021年12月9日 - ）
- トッピング☆ガールズ（2023年4月1日 - ）
- 肉汁ガールズ（2023年10月1日 - 2023年10月15日）

## 出演

### テレビ番組
- 「スポットライト〜夢見るアイドルリアリティーショー〜」（2021年1月17日 - 2021年3月21日、CBCテレビ）
- 「仮面女子のキラリズム～踊らないとハジまらない～」（2021年4月22日 - 、ダンスチャンネル）

### 映画
- 映画「つむぐ」（2019年、アリスプロジェクト）
- 映画「今は、進め。」（2021年、イオンエンターテイメント）
- 映画「LADY TO GO」（2021年、アリスプロジェクト）

### ラジオ
- 「仮面女子の渋谷アンダーグラウンド」（2018年10月23日 - 、渋谷クロスFM）- メインパーソナリティ
- 「DJ Tomoaki's Radio Show!」（2023年11月2日 - 、下北FM）- アシスタントMC

### 雑誌
- ヤングガンガン（2023年12月1日号 No.23、スクウェア・エニックス）- 巻末